# Medalistki igrzysk olimpijskich w hokeju na lodzie

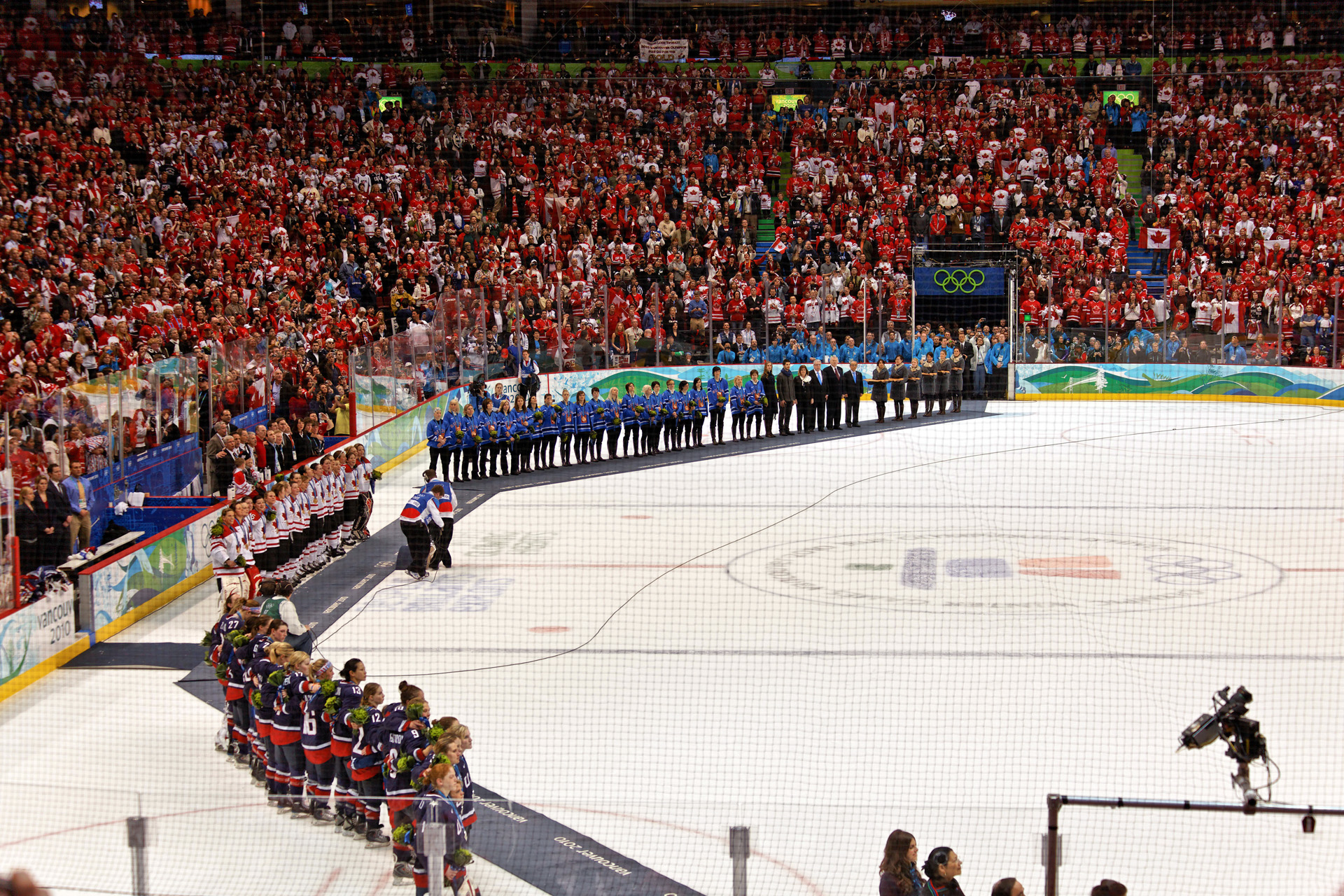
Ceremonia wręczenia medali podczas igrzysk olimpijskich w Vancouver

Medalistki igrzysk olimpijskich w hokeju na lodzie – lista zawodniczek i reprezentacji, które przynajmniej raz zdobyły medal zimowych igrzysk olimpijskich w hokeju na lodzie kobiet.
Hokej na lodzie kobiet jest obecny w programie olimpijskim od igrzysk w Nagano w 1998 roku (dla porównania turnieje mężczyzn są rozgrywane od 1920 roku, kiedy to wówczas hokej na lodzie znajdował się w programie letnich igrzysk w Antwerpii).
Pierwszymi mistrzyniami olimpijskimi w hokeju na lodzie zostały zawodniczki ze Stanów Zjednoczonych, kolejne cztery turnieje wygrały reprezentantki Kanady, a następnie ponownie triumfowały Amerykanki. Na pierwszym miejscu w klasyfikacji państw plasuje się Kanada (4 złote i 2 srebrne medale), a na drugim Stany Zjednoczone (2 złote, 3 srebrne i 1 brązowy medal). Te dwa kraje na wszystkich igrzyskach stawały na podium olimpijskim. Medale zdobywały jeszcze reprezentantki Szwecji (1 srebrny i 1 brązowy), Finlandii (3 brązowe) i Szwajcarii (1 brązowy).
Najbardziej utytułowanymi hokeistkami, jeśli chodzi o medale olimpijskie, są Kanadyjki Jayna Hefford i Hayley Wickenheiser. Obie zdobyły po 5 medali (4 złote i 1 srebrny) w latach 1998–2014. Cztery złote medale ma na koncie również inna Kanadyjka, Caroline Ouellette, która w latach 2002–2014 była w zwycięskim składzie. Po cztery medale olimpijskie wywalczyły ponadto: Kanadyjki Jennifer Botterill, Becky Kellar i Meghan Agosta (3 złote i 1 srebrny) oraz Amerykanki Angela Ruggiero (1 złoty, 2 srebrne i 1 brązowy) i Julie Chu (3 srebrne i 1 brązowy).
Poniżej przedstawiono medalistki olimpijskie w turniejach hokejowych w latach 1998–2018.

## Medalistki chronologicznie
W poniższej tabeli przedstawiono wszystkie zespoły, które zdobyły medale igrzysk olimpijskich w hokeju na lodzie kobiet w latach 1998–2018 wraz z pełnymi składami poszczególnych ekip.
| Rok i miejsce        | Złoto | Srebro | Brąz | Źr.                  |
| -------------------- | --- | --- | --- | -------------------- |
| 1998, Nagano         | Stany Zjednoczone Chris Bailey Laurie Baker Alana Blahoski Lisa Brown-Miller Karyn Bye Colleen Coyne Sara Decosta Tricia Dunn-Luoma Cammi Granato Katie King Shelley Looney Sue Merz Allison Mleczko Tara Mounsey Vicki Movsessian Jenny Potter Angela Ruggiero Sarah Tueting Gretchen Ulion Sandra Whyte                                                                 | Kanada Jennifer Botterill Thérèse Brisson Cassie Campbell Judy Diduck Nancy Drolet Lori Dupuis Danielle Goyette Geraldine Heaney Jayna Hefford Becky Kellar Kathy McCormack Karen Nystrom Lesley Reddon Manon Rhéaume Laura Schuler Fiona Smith France St-Louis Vicky Sunohara Hayley Wickenheiser Stacy Wilson                                                                  | Finlandia Sari Fisk Kirsi Hänninen Satu Huotari Marianne Ihalainen Johanna Ikonen Sari Krooks Emma Laaksonen Sanna Lankosaari Katja Lehto Marika Lehtimäki Riikka Nieminen Marja-Helena Pälvilä Tuula Puputti Karoliina Rantamäki Tiia Reima Katja Riipi Päivi Salo Maria Selin Liisa-Maria Sneck Petra Vaarakallio                                      | [ 3 ] [ 4 ] [ 5 ]    |
| 2002, Salt Lake City | Kanada Dana Antal Kelly Bechard Jennifer Botterill Thérèse Brisson Cassie Campbell Isabelle Chartrand Lori Dupuis Danielle Goyette Geraldine Heaney Jayna Hefford Becky Kellar Caroline Ouellette Cherie Piper Cheryl Pounder Tammy Lee Shewchuk Sami Jo Small Colleen Sostorics Kim St-Pierre Vicky Sunohara Hayley Wickenheiser                                         | Stany Zjednoczone Chris Bailey Laurie Baker Karyn Bye Julie Chu Natalie Darwitz Sara Decosta Tricia Dunn-Luoma Cammi Granato Courtney Kennedy Andrea Kilbourne Katie King Shelley Looney Sue Merz Allison Mleczko Tara Mounsey Jenny Potter Angela Ruggiero Sarah Tueting Lyndsay Wall Krissy Wendell                                                                            | Szwecja Annica Åhlén Lotta Almblad Anna Andersson Gunilla Andersson Emelie Berggren Kristina Bergstrand Ann-Louise Edstrand Joa Elfsberg Erika Holst Nanna Jansson Maria Larsson Ylva Lindberg Ulrica Lindström Kim Martin Josefin Pettersson Maria Rooth Danijela Rundqvist Evelina Samuelsson Therese Sjölander Anna Vikman                            | [ 6 ] [ 7 ] [ 8 ]    |
| 2006, Turyn          | Kanada Meghan Agosta Gillian Apps Jennifer Botterill Cassie Campbell Gillian Ferrari Danielle Goyette Jayna Hefford Becky Kellar Gina Kingsbury Charline Labonté Carla MacLeod Caroline Ouellette Cherie Piper Cheryl Pounder Colleen Sostorics Kim St-Pierre Vicky Sunohara Sarah Vaillancourt Katie Weatherston Hayley Wickenheiser                                     | Szwecja Cecilia Andersson Gunilla Andersson Jenni Asserholt Ann-Louise Edstrand Joa Elfsberg Emma Eliasson Erika Holst Nanna Jansson Ylva Lindberg Jenny Lindqvist Kristina Lundberg Kim Martin Frida Nevalainen Emilie O’Konor Maria Rooth Danijela Rundqvist Therese Sjölander Katarina Timglas Anna Vikman Pernilla Winberg                                                   | Stany Zjednoczone Caitlin Cahow Julie Chu Natalie Darwitz Pam Dreyer Tricia Dunn-Luoma Molly Engstrom Chanda Gunn Jamie Hagerman Kim Insalaco Kathleen Kauth Courtney Kennedy Katie King Kristin King Sarah Parsons Jenny Potter Helen Resor Angela Ruggiero Kelly Stephens Lyndsay Wall Krissy Wendell                                                  | [ 9 ] [ 10 ] [ 11 ]  |
| 2010, Vancouver      | Kanada Meghan Agosta Gillian Apps Tessa Bonhomme Jennifer Botterill Jayna Hefford Haley Irwin Rebecca Johnston Becky Kellar Gina Kingsbury Charline Labonté Carla MacLeod Meaghan Mikkelson Caroline Ouellette Cherie Piper Marie-Philip Poulin Kim St-Pierre Colleen Sostorics Shannon Szabados Sarah Vaillancourt Catherine Ward Hayley Wickenheiser                    | Stany Zjednoczone Kacey Bellamy Caitlin Cahow Lisa Chesson Julie Chu Natalie Darwitz Meghan Duggan Molly Engstrom Hilary Knight Jocelyne Lamoureux Monique Lamoureux Erika Lawler Gisele Marvin Brianne McLaughlin Jenny Schmidgall-Potter Angela Ruggiero Molly Schaus Kelli Stack Karen Thatcher Jessie Vetter Kerry Weiland Jinelle Zaugg-Siergiej                            | Finlandia Anne Helin Jenni Hiirikoski Venla Hovi Michelle Karvinen Mira Kuisma Emma Laaksonen Rosa Lindstedt Terhi Mertanen Heidi Pelttari Mariia Posa Annina Rajahuhta Karoliina Rantamäki Noora Räty Mari Saarinen Saija Sirviö Nina Tikkinen Minnamari Tuominen Saara Tuominen Linda Välimäki Anna Vanhatalo Marjo Voutilainen                        | [ 12 ] [ 13 ] [ 14 ] |
| 2014, Soczi          | Kanada Meghan Agosta-Marciano Gillian Apps Mélodie Daoust Laura Fortino Jayna Hefford Haley Irwin Brianne Jenner Rebecca Johnston Jocelyne Larocque Charline Labonté Meaghan Mikkelson Caroline Ouellette Marie-Philip Poulin Lauriane Rougeau Natalie Spooner Shannon Szabados Jennifer Wakefield Catherine Ward Tara Watchorn Hayley Wickenheiser                       | Stany Zjednoczone Kacey Bellamy Megan Bozek Alex Carpenter Julie Chu Kendall Coyne Brianna Decker Meghan Duggan Lyndsey Fry Amanda Kessel Hilary Knight Jocelyne Lamoureux Monique Lamoureux Gigi Marvin Michelle Picard Josephine Pucci Molly Schaus Anne Schleper Kelli Stack Lee Stecklein Jessie Vetter                                                                      | Szwajcaria Livia Altmann Laura Benz Sara Benz Nicole Bullo Romy Eggimann Sarah Forster Angela Frautschi Jessica Lutz Julia Marty Stefanie Marty Alina Müller Katrin Nabholz Evelina Raselli Florence Schelling Lara Stalder Phoebe Stanz Anja Stiefel Sandra Thalmann Nina Waidacher                                                                     | [ 15 ] [ 16 ] [ 17 ] |
| 2018, Pjongczang     | Stany Zjednoczone Cayla Barnes Kacey Bellamy Hannah Brandt Kendall Coyne Dani Cameranesi Brianna Decker Meghan Duggan Kali Flanagan Nicole Hensley Megan Keller Amanda Kessel Hilary Knight Jocelyne Lamoureux-Davidson Monique Lamoureux-Morando Gigi Marvin Sidney Morin Kelly Pannek Amanda Pelkey Emily Pfalzer Alex Rigsby Maddie Rooney Haley Skarupa Lee Stecklein | Kanada Meghan Agosta Bailey Bram Emily Clark Mélodie Daoust Ann-Renée Desbiens Renata Fast Laura Fortino Haley Irwin Brianne Jenner Rebecca Johnston Geneviève Lacasse Brigette Lacquette Jocelyne Larocque Meaghan Mikkelson Sarah Nurse Marie-Philip Poulin Lauriane Rougeau Jillian Saulnier Natalie Spooner Laura Stacey Shannon Szabados Blayre Turnbull Jennifer Wakefield | Finlandia Sanni Hakala Jenni Hiirikoski Venla Hovi Mira Jalosuo Michelle Karvinen Rosa Lindstedt Petra Nieminen Tanja Niskanen Emma Nuutinen Isa Rahunen Annina Rajahuhta Meeri Räisänen Noora Räty Saila Saari Ronja Savolainen Eveliina Suonpää Sara Säkkinen Susanna Tapani Noora Tulus Minnamari Tuominen Ella Viitasuo Riikka Välilä Linda Välimäki | [ 18 ]               |

## Klasyfikacja zawodniczek
W poniższym zestawieniu ujęto klasyfikację zawodniczek, które zdobyły przynajmniej jeden medal olimpijski w hokeju na lodzie. W przypadku, gdy więcej niż jedna zawodniczka zdobyła tę samą liczbę medali wszystkich kolorów, wzięto pod uwagę najpierw kolejność chronologiczną, a następnie porządek alfabetyczny.
| Miejsce | Zawodnik               | Państwo    | Lata      | Złoto | Srebro | Brąz | Razem |
| ------- | ---------------------- | ---------- | --------- | ----- | ------ | ---- | ----- |
| 1.      | Jayna Hefford          | Kanada     | 1998–2014 | 4     | 1      | –    | 5     |
| 1.      | Hayley Wickenheiser    | Kanada     | 1998–2014 | 4     | 1      | –    | 5     |
| 3.      | Caroline Ouellette     | Kanada     | 2002–2014 | 4     | –      | –    | 4     |
| 4.      | Jennifer Botterill     | Kanada     | 1998–2010 | 3     | 1      | –    | 4     |
| 4.      | Becky Kellar           | Kanada     | 1998–2010 | 3     | 1      | –    | 4     |
| 4.      | Meghan Agosta          | Kanada     | 2006–2018 | 3     | 1      | –    | 4     |
| 7.      | Cherie Piper           | Kanada     | 2002–2010 | 3     | –      | –    | 3     |
| 7.      | Colleen Sostorics      | Kanada     | 2002–2010 | 3     | –      | –    | 3     |
| 7.      | Kim St-Pierre          | Kanada     | 2002–2010 | 3     | –      | –    | 3     |
| 7.      | Gillian Apps           | Kanada     | 2006–2014 | 3     | –      | –    | 3     |
| 7.      | Charline Labonté       | Kanada     | 2006–2014 | 3     | –      | –    | 3     |
| 12.     | Cassie Campbell        | Kanada     | 1998–2006 | 2     | 1      | –    | 3     |
| 12.     | Danielle Goyette       | Kanada     | 1998–2006 | 2     | 1      | –    | 3     |
| 12.     | Vicky Sunohara         | Kanada     | 1998–2006 | 2     | 1      | –    | 3     |
| 12.     | Haley Irwin            | Kanada     | 2010–2018 | 2     | 1      | –    | 3     |
| 12.     | Rebecca Johnston       | Kanada     | 2010–2018 | 2     | 1      | –    | 3     |
| 12.     | Meaghan Mikkelson      | Kanada     | 2010–2018 | 2     | 1      | –    | 3     |
| 12.     | Marie-Philip Poulin    | Kanada     | 2010–2018 | 2     | 1      | –    | 3     |
| 12.     | Shannon Szabados       | Kanada     | 2010–2018 | 2     | 1      | –    | 3     |
| 20.     | Cheryl Pounder         | Kanada     | 2002–2006 | 2     | –      | –    | 2     |
| 20.     | Gina Kingsbury         | Kanada     | 2006–2010 | 2     | –      | –    | 2     |
| 20.     | Carla MacLeod          | Kanada     | 2006–2010 | 2     | –      | –    | 2     |
| 20.     | Sarah Vaillancourt     | Kanada     | 2006–2010 | 2     | –      | –    | 2     |
| 20.     | Catherine Ward         | Kanada     | 2010–2014 | 2     | –      | –    | 2     |
| 25.     | Angela Ruggiero        | USA        | 1998–2010 | 1     | 2      | 1    | 4     |
| 26.     | Jenny Potter Potter    | USA        | 1998–2010 | 1     | 2      | –    | 3     |
| 26.     | Kacey Bellamy          | USA        | 2010–2018 | 1     | 2      | –    | 3     |
| 26.     | Meghan Duggan          | USA        | 2010–2018 | 1     | 2      | –    | 3     |
| 26.     | Hilary Knight          | USA        | 2010–2018 | 1     | 2      | –    | 3     |
| 26.     | Jocelyne Lamoureux     | USA        | 2010–2018 | 1     | 2      | –    | 3     |
| 26.     | Monique Lamoureux      | USA        | 2010–2018 | 1     | 2      | –    | 3     |
| 32.     | Tricia Dunn-Luoma      | USA        | 1998–2006 | 1     | 1      | 1    | 3     |
| 32.     | Katie King             | USA        | 1998–2006 | 1     | 1      | 1    | 3     |
| 34.     | Chris Bailey           | USA        | 1998–2002 | 1     | 1      | –    | 2     |
| 34.     | Laurie Baker           | USA        | 1998–2002 | 1     | 1      | –    | 2     |
| 34.     | Thérèse Brisson        | Kanada     | 1998–2002 | 1     | 1      | –    | 2     |
| 34.     | Karyn Bye              | USA        | 1998–2002 | 1     | 1      | –    | 2     |
| 34.     | Sara Decosta           | USA        | 1998–2002 | 1     | 1      | –    | 2     |
| 34.     | Lori Dupuis            | Kanada     | 1998–2002 | 1     | 1      | –    | 2     |
| 34.     | Cammi Granato          | USA        | 1998–2002 | 1     | 1      | –    | 2     |
| 34.     | Geraldine Heaney       | Kanada     | 1998–2002 | 1     | 1      | –    | 2     |
| 34.     | Shelley Looney         | USA        | 1998–2002 | 1     | 1      | –    | 2     |
| 34.     | Sue Merz               | USA        | 1998–2002 | 1     | 1      | –    | 2     |
| 34.     | Allison Mleczko        | USA        | 1998–2002 | 1     | 1      | –    | 2     |
| 34.     | Tara Mounsey           | USA        | 1998–2002 | 1     | 1      | –    | 2     |
| 34.     | Sarah Tueting          | USA        | 1998–2002 | 1     | 1      | –    | 2     |
| 34.     | Kendall Coyne          | USA        | 2014–2018 | 1     | 1      | –    | 2     |
| 34.     | Mélodie Daoust         | Kanada     | 2014–2018 | 1     | 1      | –    | 2     |
| 34.     | Brianna Decker         | USA        | 2014–2018 | 1     | 1      | –    | 2     |
| 34.     | Laura Fortino          | Kanada     | 2014–2018 | 1     | 1      | –    | 2     |
| 34.     | Brianne Jenner         | Kanada     | 2014–2018 | 1     | 1      | –    | 2     |
| 34.     | Amanda Kessel          | USA        | 2014–2018 | 1     | 1      | –    | 2     |
| 34.     | Jocelyne Larocque      | Kanada     | 2014–2018 | 1     | 1      | –    | 2     |
| 34.     | Gigi Marvin            | USA        | 2014–2018 | 1     | 1      | –    | 2     |
| 34.     | Lauriane Rougeau       | Kanada     | 2014–2018 | 1     | 1      | –    | 2     |
| 34.     | Natalie Spooner        | Kanada     | 2014–2018 | 1     | 1      | –    | 2     |
| 34.     | Lee Stecklein          | USA        | 2014–2018 | 1     | 1      | –    | 2     |
| 34.     | Jennifer Wakefield     | Kanada     | 2014–2018 | 1     | 1      | –    | 2     |
| 59.     | Alana Blahoski         | USA        | 1998      | 1     | –      | –    | 1     |
| 59.     | Lisa Brown-Miller      | USA        | 1998      | 1     | –      | –    | 1     |
| 59.     | Colleen Coyne          | USA        | 1998      | 1     | –      | –    | 1     |
| 59.     | Vicki Movsessian       | USA        | 1998      | 1     | –      | –    | 1     |
| 59.     | Gretchen Ulion         | USA        | 1998      | 1     | –      | –    | 1     |
| 59.     | Sandra Whyte           | USA        | 1998      | 1     | –      | –    | 1     |
| 59.     | Dana Antal             | Kanada     | 2002      | 1     | –      | –    | 1     |
| 59.     | Kelly Bechard          | Kanada     | 2002      | 1     | –      | –    | 1     |
| 59.     | Isabelle Chartrand     | Kanada     | 2002      | 1     | –      | –    | 1     |
| 59.     | Tammy Lee Shewchuk     | Kanada     | 2002      | 1     | –      | –    | 1     |
| 59.     | Sami Jo Small          | Kanada     | 2002      | 1     | –      | –    | 1     |
| 59.     | Gillian Ferrari        | Kanada     | 2006      | 1     | –      | –    | 1     |
| 59.     | Katie Weatherston      | Kanada     | 2006      | 1     | –      | –    | 1     |
| 59.     | Tessa Bonhomme         | Kanada     | 2010      | 1     | –      | –    | 1     |
| 59.     | Tara Watchorn          | Kanada     | 2014      | 1     | –      | –    | 1     |
| 59.     | Cayla Barnes           | USA        | 2018      | 1     | –      | –    | 1     |
| 59.     | Hannah Brandt          | USA        | 2018      | 1     | –      | –    | 1     |
| 59.     | Dani Cameranesi        | USA        | 2018      | 1     | –      | –    | 1     |
| 59.     | Kali Flanagan          | USA        | 2018      | 1     | –      | –    | 1     |
| 59.     | Nicole Hensley         | USA        | 2018      | 1     | –      | –    | 1     |
| 59.     | Megan Keller           | USA        | 2018      | 1     | –      | –    | 1     |
| 59.     | Sidney Morin           | USA        | 2018      | 1     | –      | –    | 1     |
| 59.     | Kelly Pannek           | USA        | 2018      | 1     | –      | –    | 1     |
| 59.     | Amanda Pelkey          | USA        | 2018      | 1     | –      | –    | 1     |
| 59.     | Emily Pfalzer          | USA        | 2018      | 1     | –      | –    | 1     |
| 59.     | Alex Rigsby            | USA        | 2018      | 1     | –      | –    | 1     |
| 59.     | Maddie Rooney          | USA        | 2018      | 1     | –      | –    | 1     |
| 59.     | Haley Skarupa          | USA        | 2018      | 1     | –      | –    | 1     |
| 87.     | Julie Chu              | USA        | 2002–2014 | –     | 3      | 1    | 4     |
| 88.     | Natalie Darwitz        | USA        | 2002–2010 | –     | 2      | 1    | 3     |
| 88.     | Anna Vikman            | Szwecja    | 2002–2006 | –     | 2      | 1    | 3     |
| 90.     | Molly Schaus           | USA        | 2010–2014 | –     | 2      | –    | 2     |
| 90.     | Kelli Stack            | USA        | 2010–2014 | –     | 2      | –    | 2     |
| 90.     | Jessie Vetter          | USA        | 2010–2014 | –     | 2      | –    | 2     |
| 93.     | Gunilla Andersson      | Szwecja    | 2002–2006 | –     | 1      | 1    | 2     |
| 93.     | Ann-Louise Edstrand    | Szwecja    | 2002–2006 | –     | 1      | 1    | 2     |
| 93.     | Joa Elfsberg           | Szwecja    | 2002–2006 | –     | 1      | 1    | 2     |
| 93.     | Erika Holst            | Szwecja    | 2002–2006 | –     | 1      | 1    | 2     |
| 93.     | Nanna Jansson          | Szwecja    | 2002–2006 | –     | 1      | 1    | 2     |
| 93.     | Courtney Kennedy       | USA        | 2002–2006 | –     | 1      | 1    | 2     |
| 93.     | Ylva Lindberg          | Szwecja    | 2002–2006 | –     | 1      | 1    | 2     |
| 93.     | Kim Martin             | Szwecja    | 2002–2006 | –     | 1      | 1    | 2     |
| 93.     | Maria Rooth            | Szwecja    | 2002–2006 | –     | 1      | 1    | 2     |
| 93.     | Danijela Rundqvist     | Szwecja    | 2002–2006 | –     | 1      | 1    | 2     |
| 93.     | Therese Sjölander      | Szwecja    | 2002–2006 | –     | 1      | 1    | 2     |
| 93.     | Lyndsay Wall           | USA        | 2002–2006 | –     | 1      | 1    | 2     |
| 93.     | Krissy Wendell         | USA        | 2002–2006 | –     | 1      | 1    | 2     |
| 93.     | Caitlin Cahow          | USA        | 2006–2010 | –     | 1      | 1    | 2     |
| 93.     | Molly Engstrom         | USA        | 2006–2010 | –     | 1      | 1    | 2     |
| 108.    | Judy Diduck            | Kanada     | 1998      | –     | 1      | –    | 1     |
| 108.    | Nancy Drolet           | Kanada     | 1998      | –     | 1      | –    | 1     |
| 108.    | Kathy McCormack        | Kanada     | 1998      | –     | 1      | –    | 1     |
| 108.    | Karen Nystrom          | Kanada     | 1998      | –     | 1      | –    | 1     |
| 108.    | Lesley Reddon          | Kanada     | 1998      | –     | 1      | –    | 1     |
| 108.    | Manon Rhéaume          | Kanada     | 1998      | –     | 1      | –    | 1     |
| 108.    | Laura Schuler          | Kanada     | 1998      | –     | 1      | –    | 1     |
| 108.    | Fiona Smith            | Kanada     | 1998      | –     | 1      | –    | 1     |
| 108.    | France St-Louis        | Kanada     | 1998      | –     | 1      | –    | 1     |
| 108.    | Stacy Wilson           | Kanada     | 1998      | –     | 1      | –    | 1     |
| 108.    | Andrea Kilbourne       | USA        | 2002      | –     | 1      | –    | 1     |
| 108.    | Cecilia Andersson      | Szwecja    | 2006      | –     | 1      | –    | 1     |
| 108.    | Jenni Asserholt        | Szwecja    | 2006      | –     | 1      | –    | 1     |
| 108.    | Emma Eliasson          | Szwecja    | 2006      | –     | 1      | –    | 1     |
| 108.    | Jenny Lindqvist        | Szwecja    | 2006      | –     | 1      | –    | 1     |
| 108.    | Kristina Lundberg      | Szwecja    | 2006      | –     | 1      | –    | 1     |
| 108.    | Frida Nevalainen       | Szwecja    | 2006      | –     | 1      | –    | 1     |
| 108.    | Emilie O’Konor         | Szwecja    | 2006      | –     | 1      | –    | 1     |
| 108.    | Katarina Timglas       | Szwecja    | 2006      | –     | 1      | –    | 1     |
| 108.    | Pernilla Winberg       | Szwecja    | 2006      | –     | 1      | –    | 1     |
| 108.    | Lisa Chesson           | USA        | 2010      | –     | 1      | –    | 1     |
| 108.    | Erika Lawler           | USA        | 2010      | –     | 1      | –    | 1     |
| 108.    | Gisele Marvin          | USA        | 2010      | –     | 1      | –    | 1     |
| 108.    | Brianne McLaughlin     | USA        | 2010      | –     | 1      | –    | 1     |
| 108.    | Karen Thatcher         | USA        | 2010      | –     | 1      | –    | 1     |
| 108.    | Kerry Weiland          | USA        | 2010      | –     | 1      | –    | 1     |
| 108.    | Jinelle Zaugg-Siergiej | USA        | 2010      | –     | 1      | –    | 1     |
| 108.    | Megan Bozek            | USA        | 2014      | –     | 1      | –    | 1     |
| 108.    | Alex Carpenter         | USA        | 2014      | –     | 1      | –    | 1     |
| 108.    | Lyndsey Fry            | USA        | 2014      | –     | 1      | –    | 1     |
| 108.    | Michelle Picard        | USA        | 2014      | –     | 1      | –    | 1     |
| 108.    | Josephine Pucci        | USA        | 2014      | –     | 1      | –    | 1     |
| 108.    | Anne Schleper          | USA        | 2014      | –     | 1      | –    | 1     |
| 108.    | Bailey Bram            | Kanada     | 2018      | –     | 1      | –    | 1     |
| 108.    | Emily Clark            | Kanada     | 2018      | –     | 1      | –    | 1     |
| 108.    | Ann-Renée Desbiens     | Kanada     | 2018      | –     | 1      | –    | 1     |
| 108.    | Renata Fast            | Kanada     | 2018      | –     | 1      | –    | 1     |
| 108.    | Geneviève Lacasse      | Kanada     | 2018      | –     | 1      | –    | 1     |
| 108.    | Brigette Lacquette     | Kanada     | 2018      | –     | 1      | –    | 1     |
| 108.    | Sarah Nurse            | Kanada     | 2018      | –     | 1      | –    | 1     |
| 108.    | Jillian Saulnier       | Kanada     | 2018      | –     | 1      | –    | 1     |
| 108.    | Laura Stacey           | Kanada     | 2018      | –     | 1      | –    | 1     |
| 108.    | Blayre Turnbull        | Kanada     | 2018      | –     | 1      | –    | 1     |
| 151.    | Emma Laaksonen         | Finlandia  | 1998–2010 | –     | –      | 2    | 2     |
| 151.    | Karoliina Rantamäki    | Finlandia  | 1998–2010 | –     | –      | 2    | 2     |
| 151.    | Jenni Hiirikoski       | Finlandia  | 2010–2018 | –     | –      | 2    | 2     |
| 151.    | Venla Hovi             | Finlandia  | 2010–2018 | –     | –      | 2    | 2     |
| 151.    | Michelle Karvinen      | Finlandia  | 2010–2018 | –     | –      | 2    | 2     |
| 151.    | Rosa Lindstedt         | Finlandia  | 2010–2018 | –     | –      | 2    | 2     |
| 151.    | Annina Rajahuhta       | Finlandia  | 2010–2018 | –     | –      | 2    | 2     |
| 151.    | Noora Räty             | Finlandia  | 2010–2018 | –     | –      | 2    | 2     |
| 151.    | Minnamari Tuominen     | Finlandia  | 2010–2018 | –     | –      | 2    | 2     |
| 151.    | Linda Välimäki         | Finlandia  | 2010–2018 | –     | –      | 2    | 2     |
| 161.    | Sari Fisk              | Finlandia  | 1998      | –     | –      | 1    | 1     |
| 161.    | Kirsi Hänninen         | Finlandia  | 1998      | –     | –      | 1    | 1     |
| 161.    | Satu Huotari           | Finlandia  | 1998      | –     | –      | 1    | 1     |
| 161.    | Marianne Ihalainen     | Finlandia  | 1998      | –     | –      | 1    | 1     |
| 161.    | Johanna Ikonen         | Finlandia  | 1998      | –     | –      | 1    | 1     |
| 161.    | Sari Krooks            | Finlandia  | 1998      | –     | –      | 1    | 1     |
| 161.    | Sanna Lankosaari       | Finlandia  | 1998      | –     | –      | 1    | 1     |
| 161.    | Marika Lehtimäki       | Finlandia  | 1998      | –     | –      | 1    | 1     |
| 161.    | Katja Lehto            | Finlandia  | 1998      | –     | –      | 1    | 1     |
| 161.    | Riikka Nieminen        | Finlandia  | 1998      | –     | –      | 1    | 1     |
| 161.    | Marja-Helena Pälvilä   | Finlandia  | 1998      | –     | –      | 1    | 1     |
| 161.    | Tuula Puputti          | Finlandia  | 1998      | –     | –      | 1    | 1     |
| 161.    | Tiia Reima             | Finlandia  | 1998      | –     | –      | 1    | 1     |
| 161.    | Katja Riipi            | Finlandia  | 1998      | –     | –      | 1    | 1     |
| 161.    | Päivi Salo             | Finlandia  | 1998      | –     | –      | 1    | 1     |
| 161.    | Maria Selin            | Finlandia  | 1998      | –     | –      | 1    | 1     |
| 161.    | Liisa-Maria Sneck      | Finlandia  | 1998      | –     | –      | 1    | 1     |
| 161.    | Petra Vaarakallio      | Finlandia  | 1998      | –     | –      | 1    | 1     |
| 161.    | Annica Åhlén           | Szwecja    | 2002      | –     | –      | 1    | 1     |
| 161.    | Lotta Almblad          | Szwecja    | 2002      | –     | –      | 1    | 1     |
| 161.    | Anna Andersson         | Szwecja    | 2002      | –     | –      | 1    | 1     |
| 161.    | Emelie Berggren        | Szwecja    | 2002      | –     | –      | 1    | 1     |
| 161.    | Kristina Bergstrand    | Szwecja    | 2002      | –     | –      | 1    | 1     |
| 161.    | Maria Larsson          | Szwecja    | 2002      | –     | –      | 1    | 1     |
| 161.    | Ulrica Lindström       | Szwecja    | 2002      | –     | –      | 1    | 1     |
| 161.    | Josefin Pettersson     | Szwecja    | 2002      | –     | –      | 1    | 1     |
| 161.    | Evelina Samuelsson     | Szwecja    | 2002      | –     | –      | 1    | 1     |
| 161.    | Pam Dreyer             | USA        | 2006      | –     | –      | 1    | 1     |
| 161.    | Chanda Gunn            | USA        | 2006      | –     | –      | 1    | 1     |
| 161.    | Jamie Hagerman         | USA        | 2006      | –     | –      | 1    | 1     |
| 161.    | Kim Insalaco           | USA        | 2006      | –     | –      | 1    | 1     |
| 161.    | Kathleen Kauth         | USA        | 2006      | –     | –      | 1    | 1     |
| 161.    | Kristin King           | USA        | 2006      | –     | –      | 1    | 1     |
| 161.    | Sarah Parsons          | USA        | 2006      | –     | –      | 1    | 1     |
| 161.    | Helen Resor            | USA        | 2006      | –     | –      | 1    | 1     |
| 161.    | Kelly Stephens         | USA        | 2006      | –     | –      | 1    | 1     |
| 161.    | Anne Helin             | Finlandia  | 2010      | –     | –      | 1    | 1     |
| 161.    | Mira Kuisma            | Finlandia  | 2010      | –     | –      | 1    | 1     |
| 161.    | Terhi Mertanen         | Finlandia  | 2010      | –     | –      | 1    | 1     |
| 161.    | Heidi Pelttari         | Finlandia  | 2010      | –     | –      | 1    | 1     |
| 161.    | Mariia Posa            | Finlandia  | 2010      | –     | –      | 1    | 1     |
| 161.    | Mari Saarinen          | Finlandia  | 2010      | –     | –      | 1    | 1     |
| 161.    | Saija Sirviö           | Finlandia  | 2010      | –     | –      | 1    | 1     |
| 161.    | Nina Tikkinen          | Finlandia  | 2010      | –     | –      | 1    | 1     |
| 161.    | Saara Tuominen         | Finlandia  | 2010      | –     | –      | 1    | 1     |
| 161.    | Anna Vanhatalo         | Finlandia  | 2010      | –     | –      | 1    | 1     |
| 161.    | Marjo Voutilainen      | Finlandia  | 2010      | –     | –      | 1    | 1     |
| 161.    | Janine Alder           | Szwajcaria | 2014      | –     | –      | 1    | 1     |
| 161.    | Livia Altmann          | Szwajcaria | 2014      | –     | –      | 1    | 1     |
| 161.    | Sophie Anthamatten     | Szwajcaria | 2014      | –     | –      | 1    | 1     |
| 161.    | Laura Benz             | Szwajcaria | 2014      | –     | –      | 1    | 1     |
| 161.    | Sara Benz              | Szwajcaria | 2014      | –     | –      | 1    | 1     |
| 161.    | Nicole Bullo           | Szwajcaria | 2014      | –     | –      | 1    | 1     |
| 161.    | Romy Eggimann          | Szwajcaria | 2014      | –     | –      | 1    | 1     |
| 161.    | Sarah Forster          | Szwajcaria | 2014      | –     | –      | 1    | 1     |
| 161.    | Angela Frautschi       | Szwajcaria | 2014      | –     | –      | 1    | 1     |
| 161.    | Jessica Lutz           | Szwajcaria | 2014      | –     | –      | 1    | 1     |
| 161.    | Julia Marty            | Szwajcaria | 2014      | –     | –      | 1    | 1     |
| 161.    | Stefanie Marty         | Szwajcaria | 2014      | –     | –      | 1    | 1     |
| 161.    | Alina Müller           | Szwajcaria | 2014      | –     | –      | 1    | 1     |
| 161.    | Katrin Nabholz         | Szwajcaria | 2014      | –     | –      | 1    | 1     |
| 161.    | Evelina Raselli        | Szwajcaria | 2014      | –     | –      | 1    | 1     |
| 161.    | Florence Schelling     | Szwajcaria | 2014      | –     | –      | 1    | 1     |
| 161.    | Lara Stalder           | Szwajcaria | 2014      | –     | –      | 1    | 1     |
| 161.    | Phoebe Stanz           | Szwajcaria | 2014      | –     | –      | 1    | 1     |
| 161.    | Anja Stiefel           | Szwajcaria | 2014      | –     | –      | 1    | 1     |
| 161.    | Nina Waidacher         | Szwajcaria | 2014      | –     | –      | 1    | 1     |
| 161.    | Sanni Hakala           | Finlandia  | 2018      | –     | –      | 1    | 1     |
| 161.    | Mira Jalosuo           | Finlandia  | 2018      | –     | –      | 1    | 1     |
| 161.    | Petra Nieminen         | Finlandia  | 2018      | –     | –      | 1    | 1     |
| 161.    | Tanja Niskanen         | Finlandia  | 2018      | –     | –      | 1    | 1     |
| 161.    | Emma Nuutinen          | Finlandia  | 2018      | –     | –      | 1    | 1     |
| 161.    | Isa Rahunen            | Finlandia  | 2018      | –     | –      | 1    | 1     |
| 161.    | Meeri Räisänen         | Finlandia  | 2018      | –     | –      | 1    | 1     |
| 161.    | Saila Saari            | Finlandia  | 2018      | –     | –      | 1    | 1     |
| 161.    | Sara Säkkinen          | Finlandia  | 2018      | –     | –      | 1    | 1     |
| 161.    | Ronja Savolainen       | Finlandia  | 2018      | –     | –      | 1    | 1     |
| 161.    | Eveliina Suonpää       | Finlandia  | 2018      | –     | –      | 1    | 1     |
| 161.    | Susanna Tapani         | Finlandia  | 2018      | –     | –      | 1    | 1     |
| 161.    | Noora Tulus            | Finlandia  | 2018      | –     | –      | 1    | 1     |
| 161.    | Riikka Välilä          | Finlandia  | 2018      | –     | –      | 1    | 1     |
| 161.    | Ella Viitasuo          | Finlandia  | 2018      | –     | –      | 1    | 1     |

### Klasyfikacja państw
Poniższa tabela przedstawia klasyfikację państw, które zdobyły przynajmniej jeden medal olimpijski w hokeju na lodzie kobiet.
| Miejsce | Państwo    | Złoto | Srebro | Brąz | Razem |
| ------- | ---------- | ----- | ------ | ---- | ----- |
| 1.      | Kanada     | 4     | 2      | –    | 6     |
| 2.      | USA        | 2     | 3      | 1    | 6     |
| 3.      | Szwecja    | –     | 1      | 1    | 2     |
| 4.      | Finlandia  | –     | –      | 3    | 3     |
| 5.      | Szwajcaria | –     | –      | 1    | 1     |

#### Klasyfikacja państw według lat
W poniższej tabeli zestawiono państwa według liczby medali zdobytych w hokeju na lodzie kobiet podczas kolejnych edycji zimowych igrzysk olimpijskich. Przedstawiono wszystkie medale (złote, srebrne i brązowe) łącznie.
| Państwo    | '98 | '02 | '06 | '10 | '14 | '18 | Suma |
| ---------- | --- | --- | --- | --- | --- | --- | ---- |
| Finlandia  | 1   | –   | –   | 1   | –   | 1   | 3    |
| Kanada     | 1   | 1   | 1   | 1   | 1   | 1   | 6    |
| Szwajcaria | –   | –   | –   | –   | 1   | –   | 1    |
| Szwecja    | –   | 1   | 1   | –   | –   | –   | 2    |
| USA        | 1   | 1   | 1   | 1   | 1   | 1   | 6    |
| Suma       | 3   | 3   | 3   | 3   | 3   | 3   | 18   |